# Trachea atriplaga
Trachea atriplaga är en fjärilsart som beskrevs av George Francis Hampson 1911. Trachea atriplaga ingår i släktet Trachea och familjen nattflyn. Inga underarter finns listade i Catalogue of Life.